# 国际数学及统计程序库数字库
国际数学及统计程序库数字库是一个商业的软件库，用做电脑编程语言中如C语言、Java、.Net和Fortran中的数值分析功能的库。